# Skerrildgård
Skerrildgaard er en hovedgård som nævnes i 1450. Gården ligger ca. syv km vest for Juelsminde i Nebsager Sogn, Bjerre Herred, Hedensted Kommune. Hovedbygningen er opført i 1766 ved Anders Møller. Skerrildgaard Gods er på cirka 200 hektar.

## Ejere af Skerrildgaard
- (1450-1462) Thomas Galskyt
- (1462-1508) Jep Ræv
- (1508-1521) Per Stynby
- (1521-1530) Ove Lunge
- (1530-1535) Mads Eriksen
- (1535-1565) Søren Olufsen
- (1565-1584) Iver Lunge
- (1584-1614) Iver Lunges dødsbo
- (1614-1635) Lisbeth Bryske gift Bille
- (1635-1638) Henrik Bille
- (1638-1655) Mogens Henriksen Bille
- (1655-1666) Knud Henriksen Bille
- (1666-1684) Sten Bryske Bille
- (1684-1698) Henrikke Sophie Stensdatter Bille gift Brahe
- (1698-1703) Henrik Brahe
- (1703-1707) Laurids Christensen Westerhof
- (1707) Johannes Lindberg
- (1707-1712) Peder Christensen Thonboe
- (1712-1744) Søren de Hofman
- (1744-1760) Hans Sørensen de Hofman
- (1760-1767) Jørgen Hvas de Lindenpalm
- (1767-1790) Hans Helmuth von Lüttichau
- (1790-1791) Jens Bolwig / C.H. von Wildenrath / Hans Buhl
- (1791-1797) Peter von Paulsen
- (1797-1810) Marcus Nicolaj Monrad
- (1810-1812) Andreas Dons
- (1812-1816) True Sandberg
- (1816-1825) Niels Lassen
- (1825-1826) John Smith
- (1826-1836) Johann Heinrich Hoffmann
- (1836-1839) Mary Thornton gift Hoffmann
- (1839-1846) Andreas Ludvig Bernth Købke
- (1846-1856) Hans Jacob Lindahl
- (1856-1869) Søren Therkelsen
- (1869-1912) Carl August Ruge
- (1912-1953) Hans Sørensen Tingleff
- (1953-1964) Enke Fru Tingleff
- (1964-1987) Niels Hansen Tingleff
- (1987-2016) Claus Tingleff
- (2016-) Claus, Frans og Ulrik Tingleff